# Cedar Walton

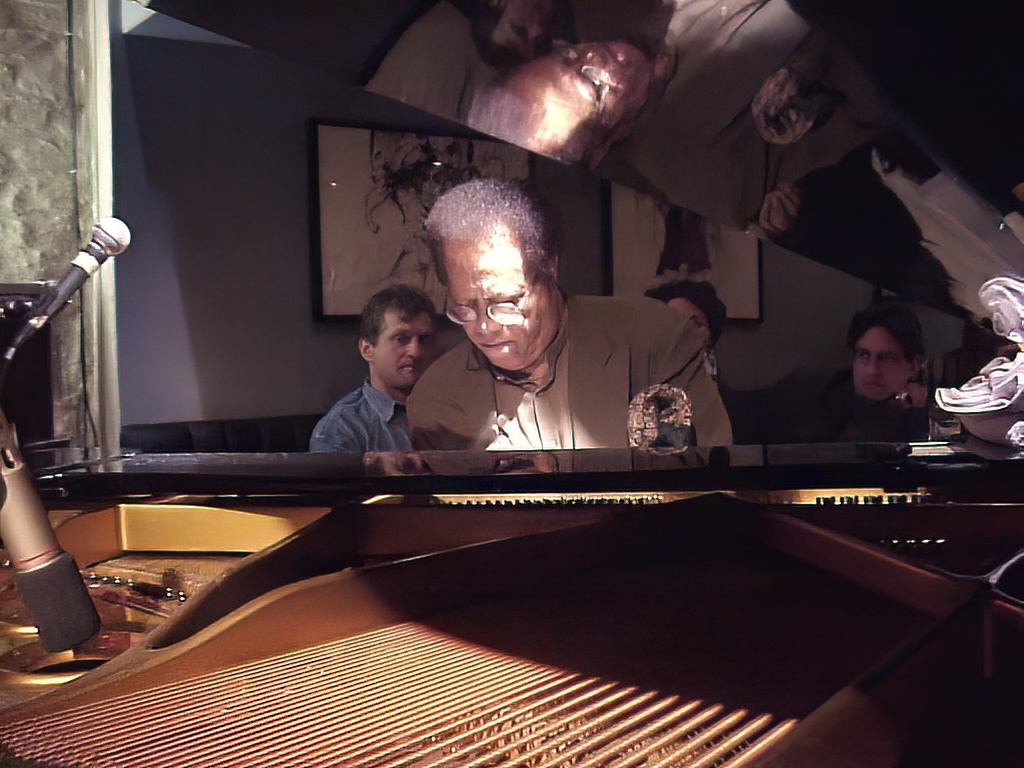
Cedar Walton in Dachau, 2001

Cedar Anthony Walton, Junior (* 17. Januar 1934 in Dallas, Texas; † 19. August 2013 in New York City) war ein US-amerikanischer Jazz-Pianist und Arrangeur.

## Leben
Walton wuchs in Dallas, Texas auf; ein Cousin ist der Jazzpianist Frank Hailey. Nachdem er die Universität von Denver besucht hatte, ging er im Jahre 1955 nach New York. Nach Ableistung seines Militärdienstes in Deutschland, wo er mit Leo Wright, Don Ellis und Eddie Harris spielte, wurde er Mitglied der Band von Kenny Dorham. In den späten 1950er Jahren spielte er mit J. J. Johnson, dem Art Farmer/Benny Golson Jazztet und Gigi Gryce. 1959 war er an den Aufnahmen zu John Coltranes Album Giant Steps beteiligt.
In den frühen 1960er Jahren kam Walton für drei Jahre zu Art Blakeys Jazz Messengers als Pianist und Arrangeur, wo er mit Wayne Shorter und Freddie Hubbard spielte, wie auf dem Album Mosaic 1961. Er verließ die „Messengers“ 1964 nach dem Album Free for All, um bei Abbey Lincoln und bei Lee Morgan zu arbeiten. In den späten 1960er Jahren spielte er bei der Haus-Rhythmusgruppe von Prestige Records, wo er nicht nur bei Veröffentlichungen von Sonny Criss, Pat Martino, Eric Kloss und Charles McPherson mitwirkte, sondern auch eigene Aufnahmen vorlegte.
Mitte der 1970er-Jahre leitete Walton nicht nur die Funkgruppe Mobius, sondern auch seine Band Eastern Rebellion, in der unter anderem Clifford Jordan, George Coleman und Bob Berg, Sam Jones und Billy Higgins auftraten. 1985 war er mit Jordan und seinem Trio Slide Hamptons am Album Roots (Criss Cross) beteiligt.
Sein bekanntestes Stück ist Bolivia, während seine älteste Komposition Fantasy in D unter dem Titel „Ugetsu“ von Art Blakey im Jahre 1963 aufgenommen wurde.
2010 erhielt Walton eine NEA Jazz Masters Fellowship. Sein Album The Bouncer, das am 19. Juli 2011 in England herauskam, wurde in Rudy van Gelders renommiertem Englewood-Cliffs-Tonstudio in New Jersey aufgenommen. Das letzte Stück darauf hat er Martha’s Prize benannt, Martha ist der Name seiner Frau. Es zeigt seine Art von Humor. Sechs der acht Kompositionen auf dem Album stammen von Walton selbst. Der Musiker war verheiratet und lebte seit Jahrzehnten in New York City. Walton starb im August 2013 in seinem Haus in Brooklyn.

## Diskographische Hinweise
- Cedar! (OJC, 1967) mit Kenny Dorham, Junior Cook, Leroy Vinnegar, Billy Higgins
- Cedar Walton Plays Cedar Walton (OJC, 1967)
- First Set/Second Set/Third Set (Steeplechase, 1977) mit Bob Berg, Sam Jones, Billy Higgins
- The Trio, Volume 1 (Red Records, 1985) mit David Williams, Billy Higgins
- Manhattan Afternoon (Red, 1992) mit David Williams, Billy Higgins
- The Composer (Astor Place, 1996) mit Roy Hargrove, Vincent Herring, Ralph Moore, Christian McBride, Victor Lewis
- Roots (Astor Place, 1997) mit Terence Blanchard, Joshua Redman, Gary Smulyan, Ron Carter, Lewis Nash
- Underground Memoirs (High Note Records, 2005), Solo-Album
- One Flight Down (High Note, 2006) mit David Williams b, Joe Farnsworth dr, Vincent Herring tensax[2]
- The Bouncer (High Note, 2011) mit David Williams b, Willie Jones III. dr, Vincent Herring sax, fl sowie Gastauftritten von Steve Turre tr und Ray Mantilla perc.

## Referenzen
- Jamey Aebersold: Cedar Walton. Nine Jazz Originals (= A New Approach to Jazz Improvisation. Bd. 35). Introduction by Phil Bailey. Jamey Aebersold, New Albany IN 1985.